# Irati (Paraná)
Irati is een gemeente in de Braziliaanse deelstaat Paraná. De gemeente telt 56.483 inwoners (schatting 2009).

## Aangrenzende gemeenten
De gemeente grenst aan Fernandes Pinheiro, Imbituva, Inácio Martins, Prudentópolis, Rebouças en Rio Azul.

## Galerij

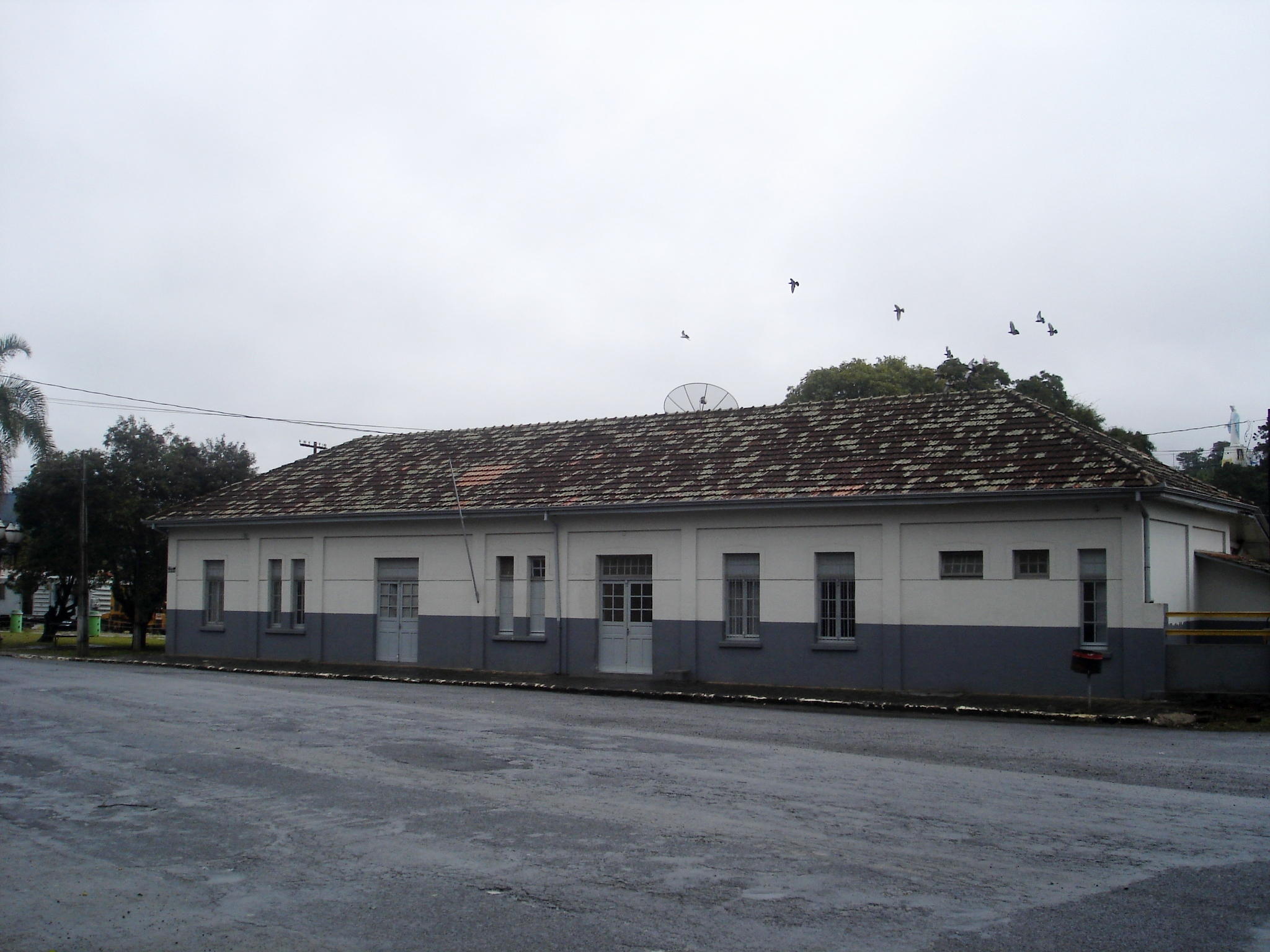
Treinstation.
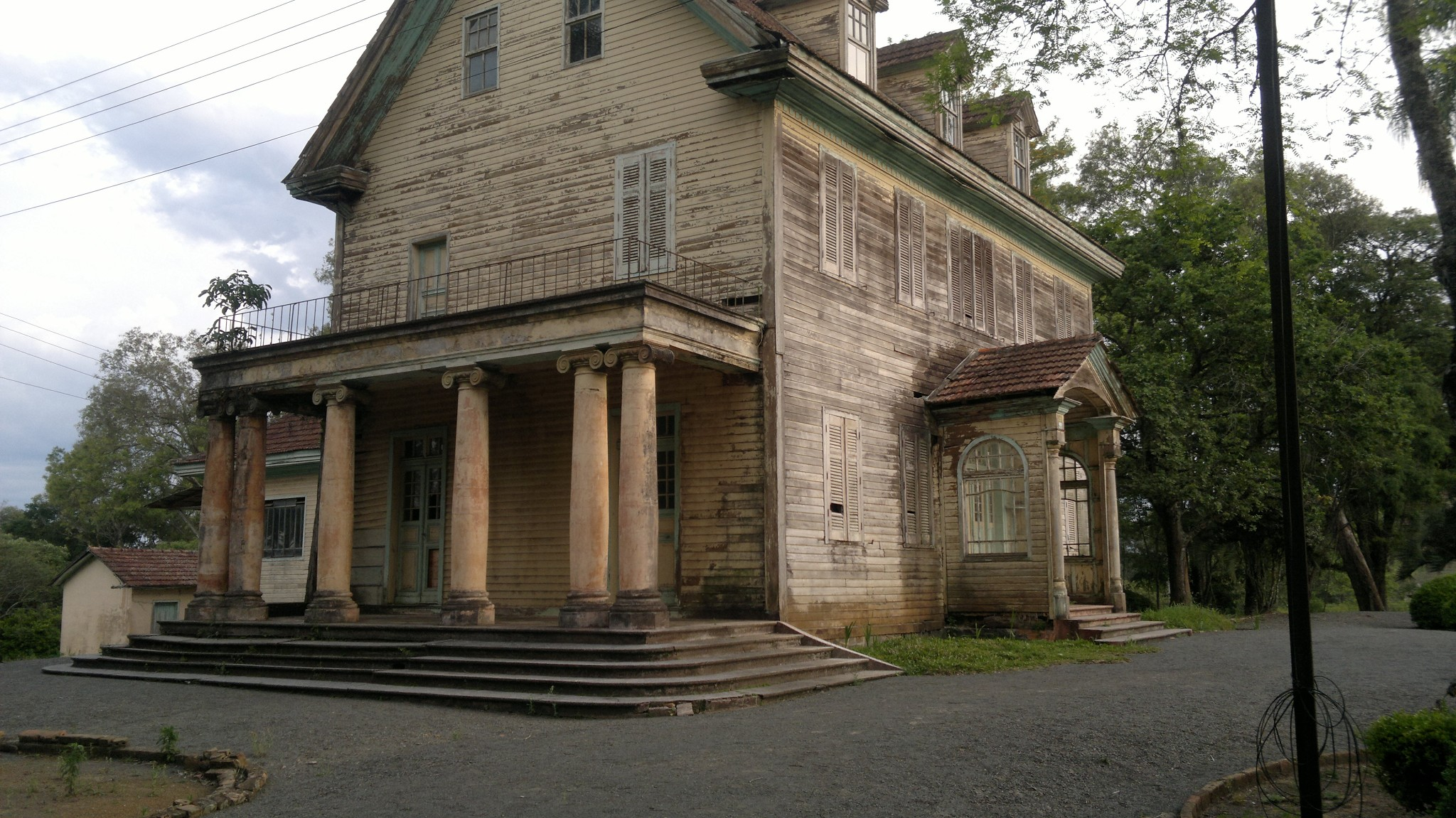
Historisch gebouw in Irati.
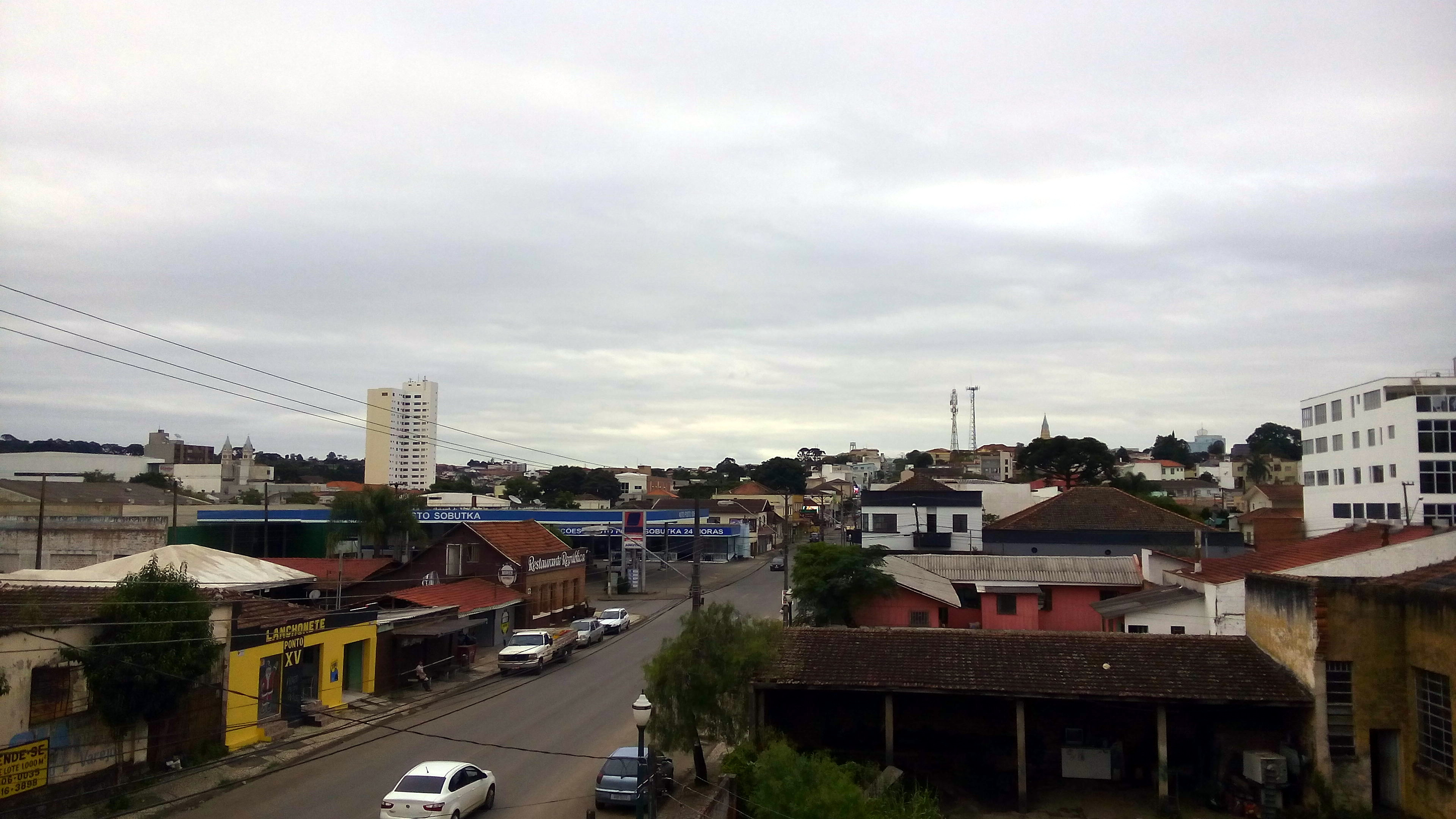
Uitzicht op de stad.